# گذرگاه اسپیتاک
گذرگاه اسپیتاک (انگلیسی: Spitak Pass) گذرگاهی در ارمنستان است که در ۴ کیلومتری شمال شرق روستای لرنانتسک در رشته‌کوه پامباک واقع شده‌است و محل تلاقی استان آراگاتسوتن و استان لوری در ارتفاع ۲٬۳۲۱ متری می‌باشدبزرگراه M3 ارمنستان از طریق این گذرگاه عبور می‌کند.